# فالكون 9 بلوك 5
فالكون 9 بلوك 5 (بالإنجليزية: Falcon 9 Block 5)‏ هي مركبة إطلاق متوسطة الرفع قابلة لإعادة الاستخدام جزئياً، مكونة من مرحلتين إلى المدار، صممتها وصنعتها شركة سبيس إكس في الولايات المتحدة وهي الإصدار الخامس من فالكون 9 فول ثراست،   وتم تدعيمها بمحركات «سبيس إكس ميرلين» التي تعمل على حرق الأكسجين السائل (LOX) والكيروسين (RP-1).